# Ларін Микола Миколайович
Мико́ла Микола́йович Ла́рін (8 вересня 1992 — 16 жовтня 2017) — старший солдат 72-ї окремої механізованої бригади Збройних сил України, учасник російсько-української війни.

## Життєпис
Народився 1992 року в селі Хрулі (Лохвицький район, Полтавська область). Закінчив Бодаквянську середню школу, а потім Червонозаводське ВПУ № 32.
У війську з початку бойових дій; служив у льотній частині, що базується на Полтавщині. Листопадом 2015 року підписав зі ЗСУ контракт, в грудні 2016 відряджений до 72-ї бригади — до околиць Авдіївки; солдат розвідроти.
Брав участь у боях за утримання опорного пункту «Орел» — відбитого у противника наприкінці січня 2017 року. По закінченні відрядження вирішив залишитись в 72-й бригаді та у серпні повернувся на передову в Авдіївку.
16 жовтня 2017 року увечері на бойовому чергуванні зазнав смертельного кульового поранення у шию під час обстрілу з боку противника — між селищами Крута Балка і Кам'янка (Ясинуватський район).
18 жовтня 2017-го похований в селі Хрулі, в Лохвицькому районі оголошено жалобу.
Був розлучений; без Миколи лишились мати, дві неповнолітні сестри та старший брат.

## Нагороди та вшанування
- указом Президента України № 12/2018 від 22 січня 2018 року «за особисту мужність і самовіддані дії, виявлені у захисті державного суверенітету та територіальної цілісності України, зразкового виконання військового обов'язку» — нагороджений орденом «За мужність» III ступеня (посмертно)[1]
- медаллю «За оборону Авдіївки» (14 жовтня 2017)
- 16 жовтня 2017 року отримав народну відзнаку за мужність і патріотизм, виявлені при захисті Вітчизни
- занесений до Книги Пошани Полтавської обласної ради (12 лютого 2018 року, посмертно).